# Peter Laurence O’Keefe
Sir Peter Laurence O’Keefe CVO (1974) (* 9. Juli 1931; † 2. Mai 2003) war ein britischer Diplomat.
O’Keefe heiratete Suzanne Marie Jousse, sie hatten drei Töchter. Peter Laurence O’Keefe wurde 1953 Steuerbeamter bei HM Customs and Excise und trat 1962 in den Auswärtigen Dienst. Sein erster Einsatzort war Bangkok, wo er vom Botschaftssekretär zweiter Klasse zum Botschaftssekretär erster Klasse befördert wurde. Von 1965 bis 1968 wurde er im Foreign and Commonwealth Office beschäftigt, von 1968 bis 1972 leitete er die Konsularabteilung in Athen. Von Juli 1972 bis 1976 war Peter Laurence O’Keefe Generalkonsul in Jakarta. Vom 17. September 1978 bis war er Konsul in New York City. Von 1988 bis 1991 war er Botschafter in Prag.